# قانون دولي عام

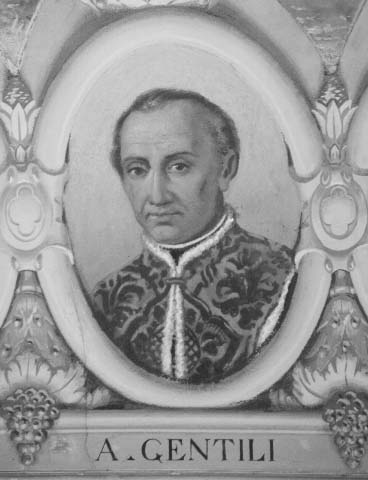

القانون الدولي العام هو مجموعة مِن القواعد القانونية التي تنظم العلاقة بين الدُول أو بين الدولة والأشخاص باعتبارها شخصية ذات سيادة، وينقسم إلى قانون عام داخلي وقانون عام خارجي.
وطبقًا لتعريف الأستاذ (ستارك) في مؤلفه مقدمة القانون الدولي: هِي مَجموعة مِن القواعد القانونية التي تتكون إلى حد كبير من المبادئ والقواعد التي تتحكم في سلوك الدولة، وتشعر أنها مُلزَمة بمراعاتها، ولذلك تحترمها في علاقاتها المتبادلة، والتي تشمل أيضًا: القَواعد القانونية المتعلقة بالأفراد والوحدات التي لا تعد دولًا ولكن تعتبر حقوق وواجبات هؤلاء الأفراد وهذه الوحدات من اهتمامات الجماعات الدولية.
والواقع أنه قد ثارت بعض الصعوبات في تحديد مصطلح القانون الدولي، فقد استُخدِم هذا المصطلح لأول مرة من قِبل جيرمي بنثام في عام 1870م في مؤلفه: «مقدمة في مبادئ الأخلاق والتشريع» وقد حلّ هذا المصطلح محل مصطلح آخر قديم وهو «قانون الأمم» أو ما يطلق عليه في الفرنسية: «قانون الشعوب».
وقد عَرّف (أوبنهايم) القانون الدولي تعريفاً تقليديًا بقوله «أنهُ مجموعة من القواعد العرفية والمعاهدات التي تعتبرها الدول قانونًا ملزمًا في علاقاتهم مع بعضهم البعض».
ونطاق هذا القانون يتمحور حول فرعين أساسيين هما: قانون الأمم (قانون الشعوب)، والاتفاقات الدولية والمعاهدات (اتفاقيات ومعاهدات دولية)، وهما فرعين مختلفان من ناحية الأُسس النظرية ويجب عدم الخلط بينهما.
كما لا يجب الخلط بين القانون الدولي العام والقانون الدولي الخاص، إذ يتعلق القَانون الدُولِي الخَاص بِفض النزاعات بين القوانين. بشكل عام القانون الدولي «يتألف من القوانين والمبادئ للتطبيق العام ويتعامل مع تصرفات الدول والهيئات الدولية وعلاقاتها المتبادلة بالإضافة إلى علاقاتها مع الأشخاص الطّبيعيين أو المعنويين».

## هناك مجموعة من التعريفات
1. ذلك الفرع من القانون الذي يحكم الدول في علاقاتها المتبادلة.
2. النظام القانوني الذي يتضمن المبادئ المنشئة والمنظمة للمجتمع الدولي.
3. قواعد ومبادئ تتعامل مع سلوكيات الدول والمنظمات الدولية إلى جانب بعض علاقاتها بالأفراد.
4. النظم السياسة.

### الفرق بين القانون الدولي العام والقانون الدولي الخاص
| الحيثية     | القانون الدولي العام                                         | القانون الدولي الخاص                                                                    |
| ----------- | ------------------------------------------------------------ | --------------------------------------------------------------------------------------- |
| قسم القانون | فرع من فروع القانون العام الخارجي وهو من وضع الإدارة الدولية | فرع من فروع القانون الخاص يضع أحكامه المشرع الوطني.                                     |
| الأشخاص     | الدول والأشخاص الدولية الأخرى                                | لا شأن له بالدول                                                                        |
| الموضوعات   | العلاقات الدولية                                             | العلاقات والوقائع التي تنشأ بين الأفراد الطبيعيين أو الإعتباريين الخاضعين للقانون الخاص |